# Mariusz Maliszewski
Mariusz Maliszewski (ur. 18 maja 1957 w Lublinie, zm. 15 września 2006) – grafik, rysownik, poeta, typograf, "artysta książki" i wydawca. W połowie lat 70. XX wieku związany z nowo-falowym "Ogrodem/Ogrodem-2" jako literat i happener. W latach 90. projektował okładki dwu pierwszych tomików formacji (w których brał też udział poetycko): "ponieważ noc" i "ciemnia".
W latach 1976–1978 uczęszczał do Studium Reklamy przy Zespole Szkół Ekonomicznych im. Vetterów w Lublinie. Grafikę studiował w latach 1980–1984 w Instytucie Wychowania Artystycznego UMCS. Brał udział m.in. w Spotkaniach Warsztatowych Twórców Młodego Pokolenia (Galeria EL, Elbląg, maj 1985), Interdyscyplinarnych Spotkaniach Twórczych (Galeria EL, Elbląg, wrzesień 1986), IST – rozdz. IA (projektował też plakat tej imprezy) w Bogdance – listopad 1986, Triennale Rysunku (Kalisz 1987), Triennale Małej Formy Malarskiej (Toruń 1988) czy Wystawie Sztuki Miniaturowej (Toruń 1988). Jego prace lansował wówczas w Polsce dr Ryszard Tomczyk, artysta, szefujący Centrum Sztuki Galeria EL. W 1988 r. został członkiem Związku Artystów Polska Sztuka Użytkowa. Miał też na koncie bibliofilskie przedsięwzięcia edytorskie i art-zine, zatytułowany "Drawn". Pierwszy numer "Drawnu" ukazał się w roku 1988, następne dopiero w XXI w.
We wrześniu 1999 r. należał do reaktywatorów ekipy fluxusu "Double Travel" i jej pisma – "Ulicy Wszystkich Świętych". Ze względu na brak wspólnego języka z nowymi, młodszymi członkami grupy, opuścił ją po kilku miesiącach.
Od lat licealnych zafascynowany był sztuką chińską, co przekładało się na jego własne dzieła. Rysunki i grafiki Maliszewskiego należą obok prac Józefa Gielniaka i Piotra Strelnika-Wendy do najbardziej cyzelowanych i czasochłonnych w polskiej sztuce XX w. Niekiedy – jako niezbywalnych elementów rysunku – używał utrwalonych fiksatywą pajęczych sieci, osiągając w ten sposób niezwykłą lekkość i naturalną swobodę graficznego znaku. W poezji nawiązywał czasem do japońskich wierszy haiku.
Ostatnia wystawa Mariusza Maliszewskiego (Galeria Kawiarni Artystycznej "Ramzes" w Lublinie, 2006) obejmowała kolejne medium – obrobione komputerowo fotografie.
15 września 2006 stał się ofiarą wypadku samochodowego nieopodal własnego domu.